# Microorganismo

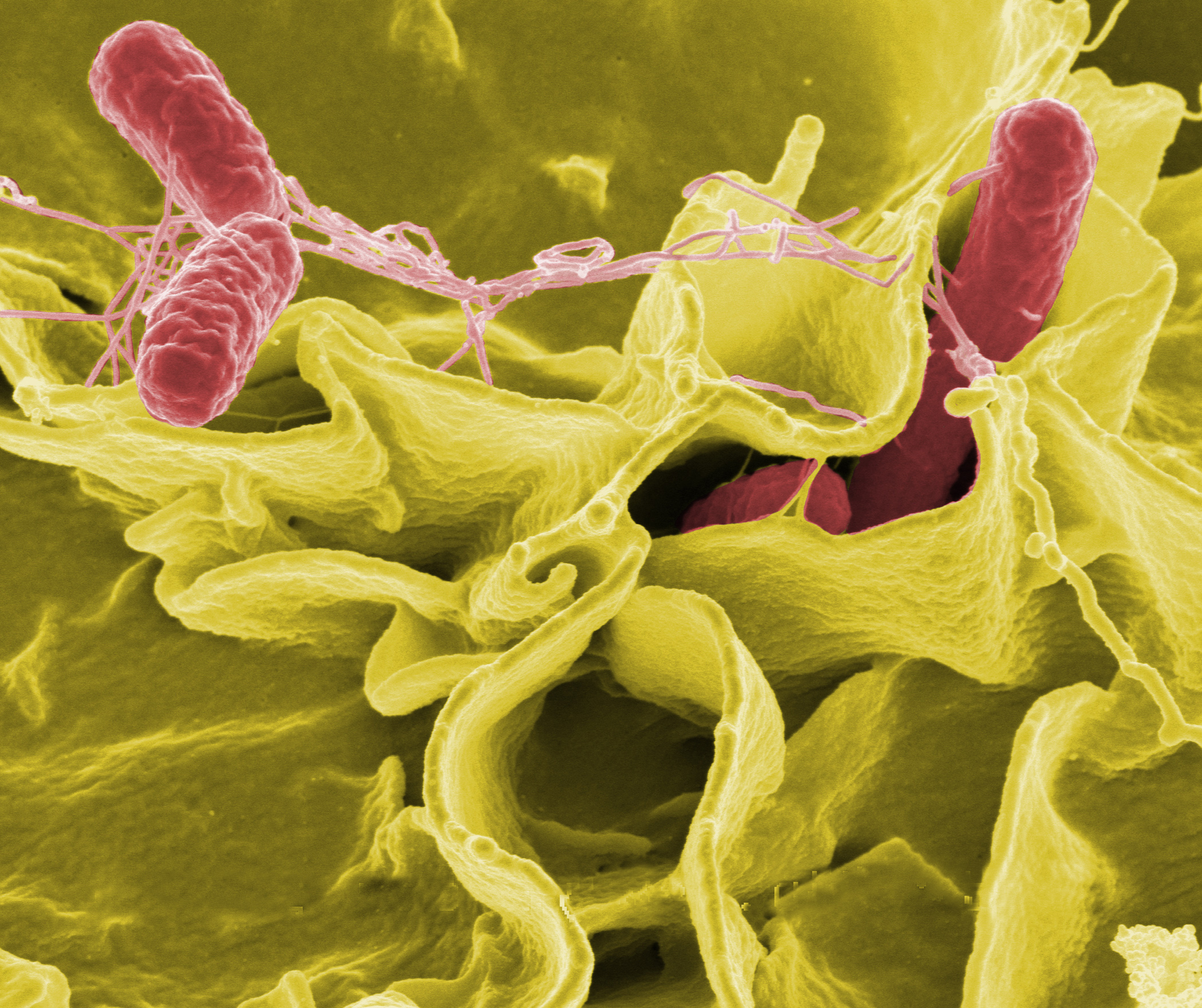
Salmonela (Salmonella typhimurium), en rosa, en un cultivo de células humanas.

Un microorganismo, también llamado microbio (del griego científico μικρόβιος [microbios]; de μικρός [micrós], "pequeño", y βίος [bíos], ‘vida’; ser vivo diminuto) o microbionte, 
es un ser vivo o un sistema biológico que solo puede visualizarse con el microscopio. Son organismos dotados de individualidad (unicelulares) que presentan, a diferencia de las plantas y los animales, una organización biológica elemental. La disciplina científica que estudia los microorganismos es la microbiología.[cita requerida]
El concepto de microorganismo es operativo y carece de cualquier implicación taxonómica o filogenética, dado que engloba organismos unicelulares heterogéneos, que no están relacionados evolutivamente entre sí, tales como bacterias, arqueas (procariotas), protozoos, algas microscópicas y hongos microscópicos (eucariotas).[cita requerida]
Los microbios tienen múltiples formas y tamaños. Si un virus de tamaño promedio tuviera el tamaño de una pelota de tenis, una bacteria sería del tamaño de media cancha de tenis y una célula eucariota sería como un estadio entero de fútbol.
Algunos microorganismos son patógenos y causan enfermedades a personas, animales y plantas, algunas de las cuales han sido un azote para la humanidad desde tiempos inmemoriales. No obstante, la inmensa mayoría de los microbios no son en absoluto perjudiciales y bastantes juegan un papel clave en la biosfera al proporcionar oxígeno (algas y cianobacterias), y, otros, al descomponer la materia orgánica, mineralizarla y hacerla de nuevo accesible a los productores, cerrando el ciclo de la materia.[cita requerida]

## Historia del descubrimiento de los microorganismos

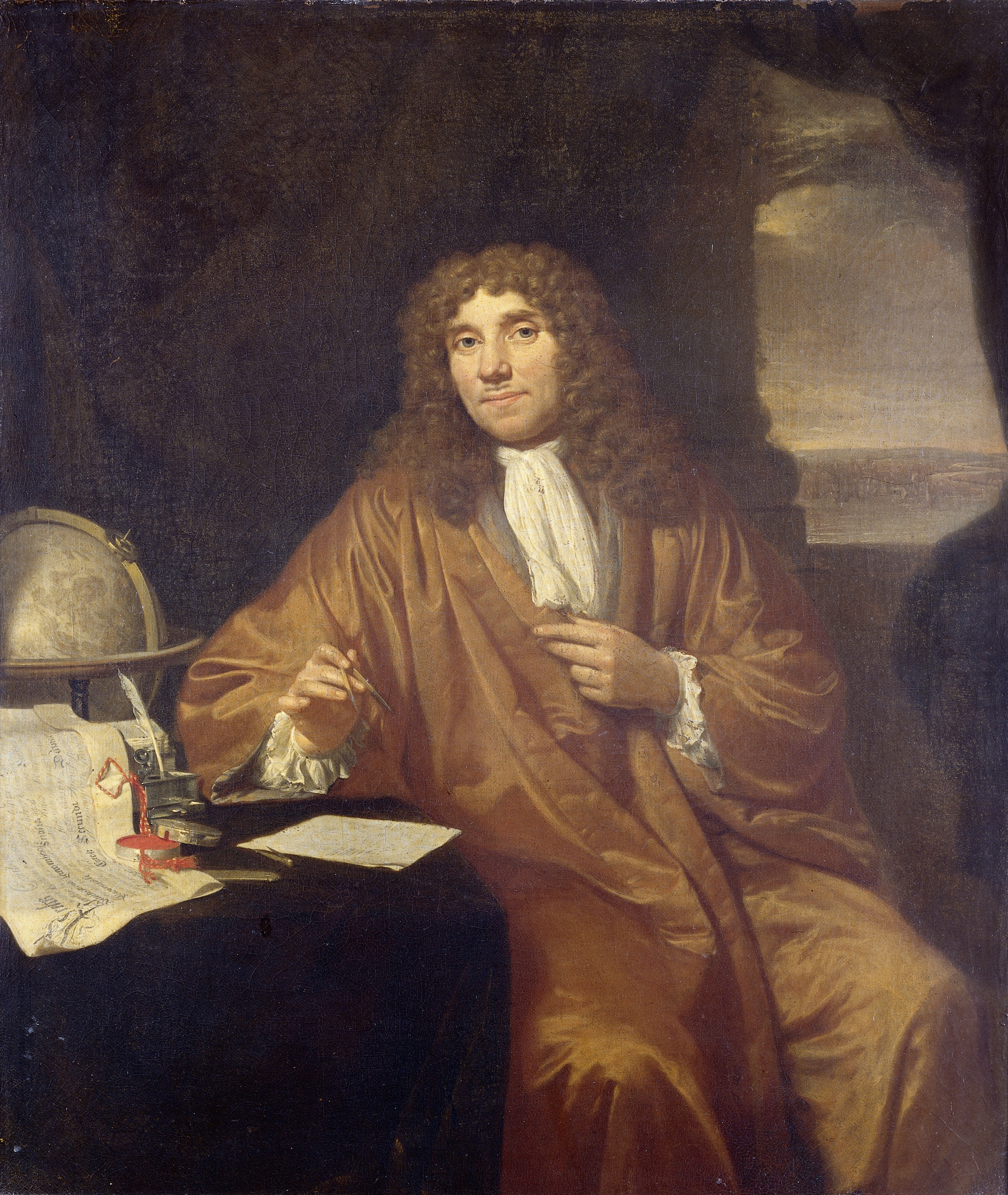
Antonie van Leeuwenhoek, el primer microbiólogo y el primero en observar microorganismos usando un microscopio.

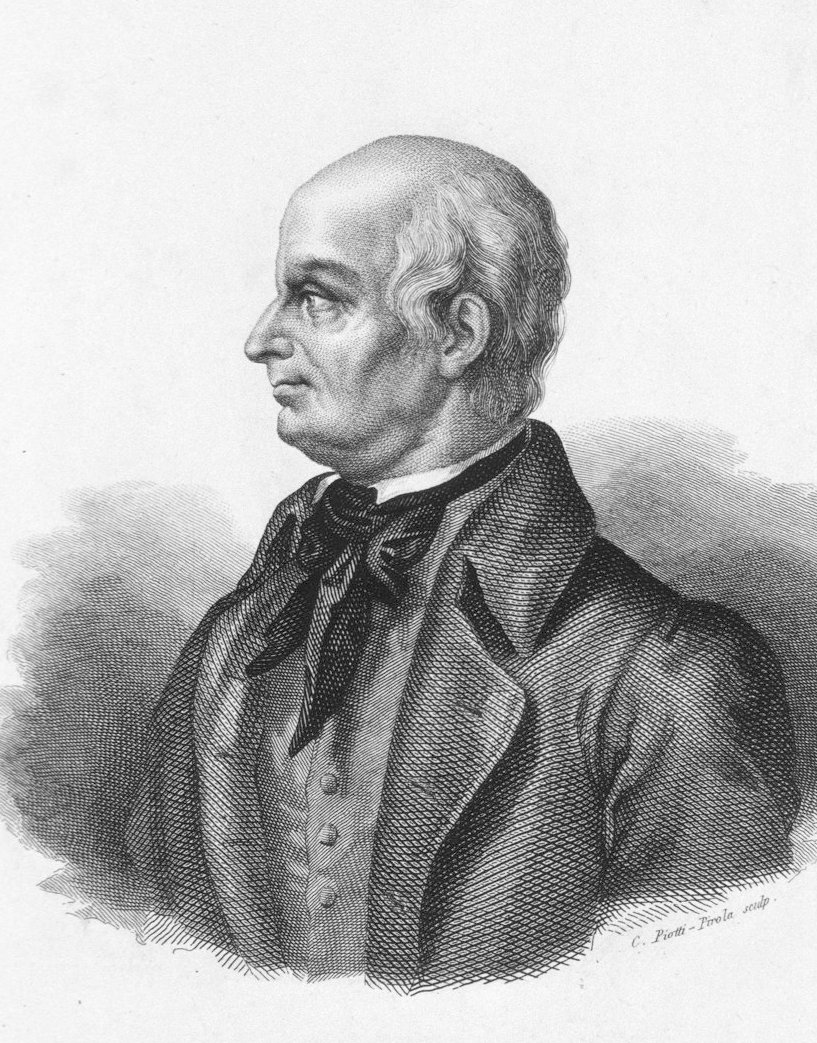
Lazzaro Spallanzani mostró que hirviendo un caldo detenía su descomposición.

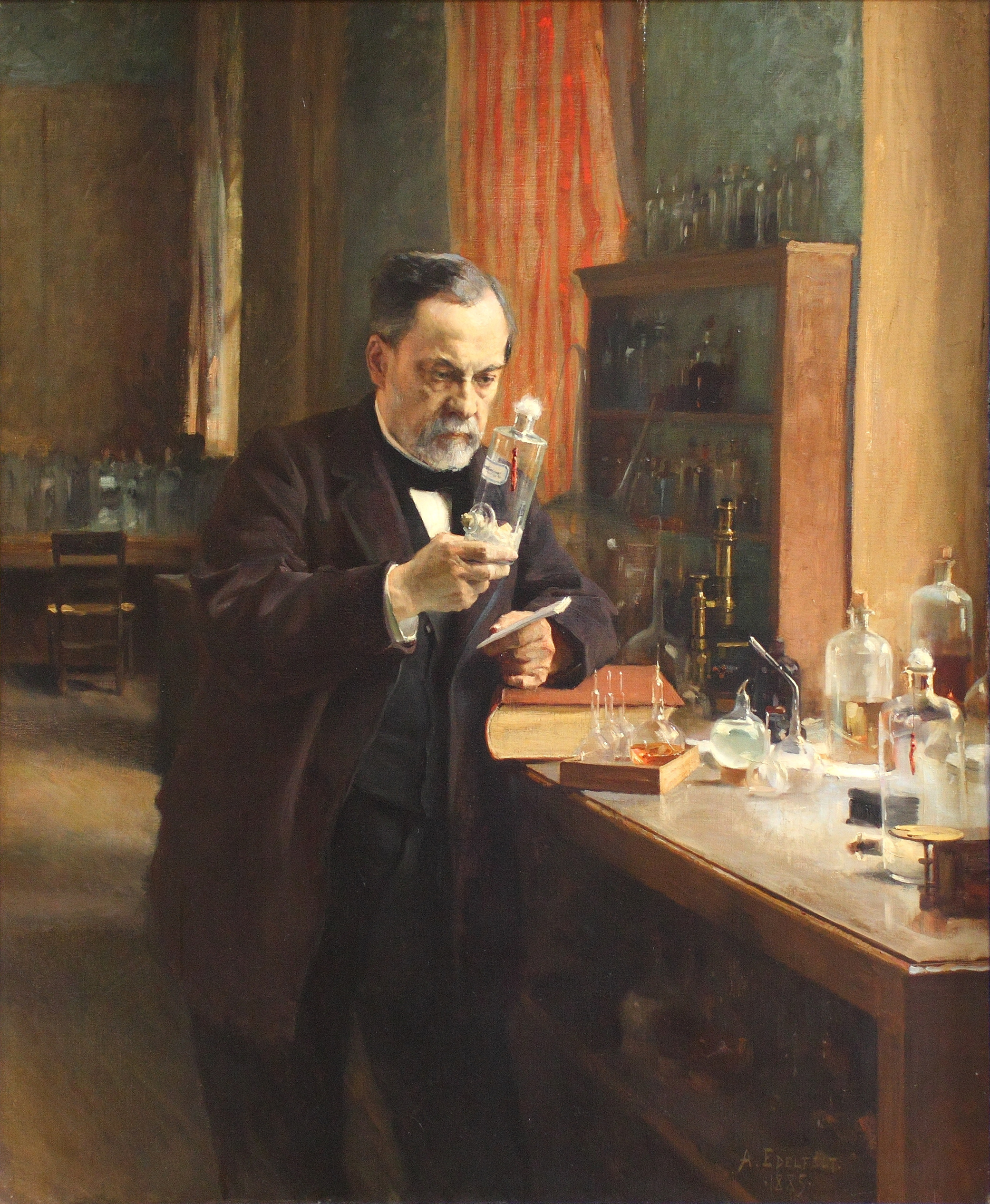
Louis Pasteur mostró que los hallazgos de Spallanzani seguían incluso si el aire podía entrar a través de un filtro de partículas.

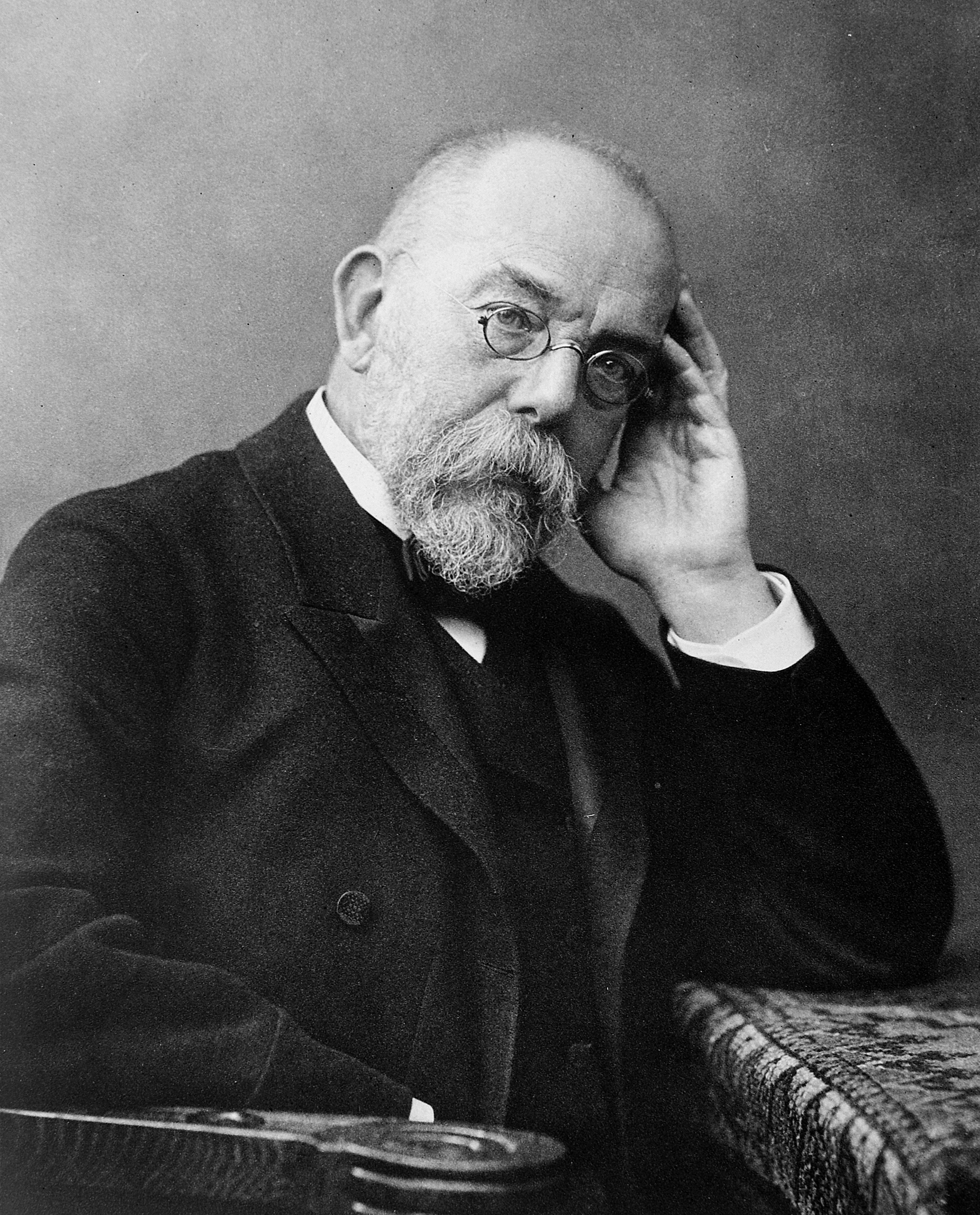
Robert Koch mostró que los microorganismos causaban enfermedades.

Antonie van Leeuwenhoek (1632–1723) fue uno de los primeros en observar los microorganismos, utilizando microscopios de diseño propio. Robert Hooke, un contemporáneo de Leeuwenhoek, también utilizó microscopios para observar la vida microbiana; en su libro de 1665, Micrographia, describió esas observaciones y acuñó el término de célula.
Antes del descubrimiento de los microorganismos de Leeuwenhoek, en 1675, había sido un misterio por qué las uvas podían convertirse en vino, la leche en queso, o por qué los alimentos se echaban a perder. Leeuwenhoek no hizo la conexión entre estos procesos y los microorganismos, pero usando un microscopio estableció que había allí signos de vida que no eran visibles a simple vista. El descubrimiento de Leeuwenhoek, junto con las observaciones posteriores de Spallanzani y Pasteur, terminaron con la antigua creencia de que la vida aparecía espontáneamente a partir de sustancias muertas durante el proceso de deterioro.
Lazzaro Spallanzani (1729–1799) encontró que hirviendo caldo lo esterilizaba, matando a los microorganismos en él. También encontró que los nuevos microorganismos sólo podían instalarse en un caldo si el caldo se exponía al aire.[cita requerida]
Louis Pasteur (1822–1895) amplió los hallazgos de Spallanzani mediante la exposición al aire de caldos hervidos, en recipientes que contenían un filtro que evitaba que cualquier partícula pasara al medio de crecimiento, y también en recipientes sin ningún filtro, que admitían aire a través de un tubo curvado que no permitía que las partículas de polvo entrasen en contacto con el caldo. Hirviendo el caldo con antelación, Pasteur se aseguró de que no había microorganismos supervivientes en los caldos al comienzo del experimento. Nada crecía en los caldos en el curso del experimento de Pasteur. Esto significaba que los organismos vivos que crecían en estos caldos venían desde afuera, como esporas en polvo, en lugar de generarse espontáneamente en el caldo. Por lo tanto, Pasteur dio el golpe a la teoría de la generación espontánea, dando apoyo a la teoría microbiana de la enfermedad.[cita requerida]
En 1876 Robert Koch (1843–1910) estableció que los microorganismos pueden causar enfermedades. Encontró que la sangre del ganado que estaba infectado con ántrax siempre tenía un gran número de Bacillus anthracis.[cita requerida]
Koch descubrió que podía transmitir el ántrax de un animal a otro, tomando una pequeña muestra de sangre del animal infectado e inyectándola en uno sano, que hacía que el animal enfermase. También descubrió que podía hacer crecer la bacteria en un caldo nutriente, luego lo inyectaba en un animal sano, y causaba la enfermedad. Basándose en estos experimentos, ideó los criterios para establecer una relación causal entre un microorganismo y una enfermedad, ahora conocidos como los postulados de Koch. Aunque estos postulados no pueden aplicarse en todos los casos, conservan su importancia histórica en el desarrollo del pensamiento científico y todavía se utilizan hoy en día.
El 8 de noviembre de 2013 se informó del descubrimiento de lo que pueden ser los primeros signos de vida en la Tierra: los fósiles completos más antiguos de una estera microbiana (asociada con arenisca en Australia occidental) que se estima que tienen 3480 millones de años.

## Clases de microorganismos
En los microorganismos están representados cuatro grupos de seres: bacterias, arqueas, protistas y hongos. Los virus generalmente no se consideran seres vivos y de hecho se los asocia más a los elementos genéticos móviles, viroides y priones por lo que no se les considera microorganismos, aunque la virología, el estudio de los virus es un subcampo de la microbiología.

### Microorganismos procariotas

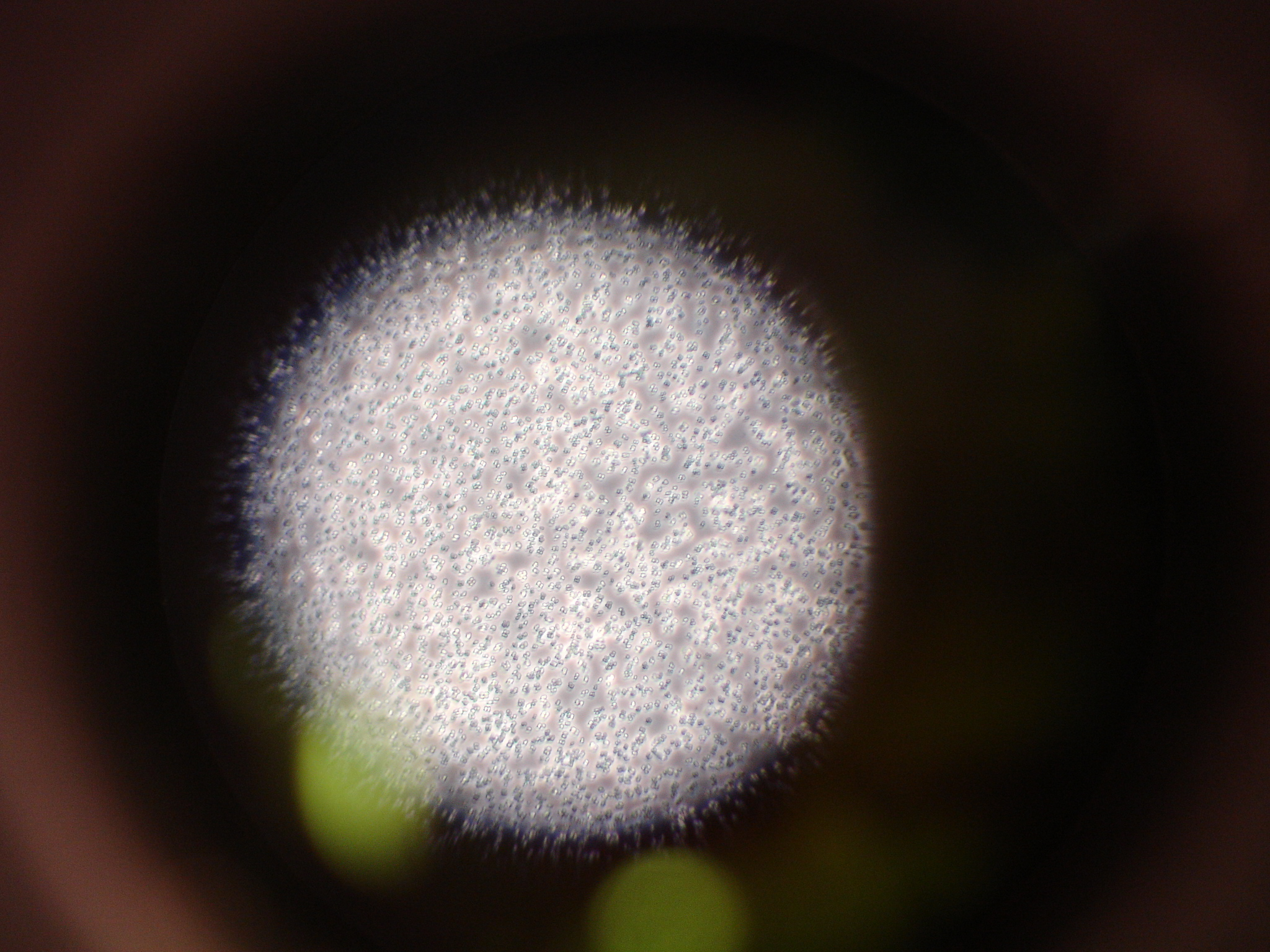
Micrococcus luteus.

Las bacterias y las arqueas son microorganismos procariontes de forma esférica (cocos), de bastón recto (bacilos) o curvado (vibrios), o espirales (espirilos). Pueden existir como organismos individuales, formando cadenas, pares, tétradas, masas irregulares, etc. Las bacterias son una de las formas de vida más abundantes en la tierra. Tienen una longitud entre 0,4 y 14 μm. Consecuentemente solo se pueden ver mediante microscopio. Las bacterias se reproducen mediante la multiplicación del ADN, y división en dos células independientes; en circunstancias normales este proceso dura entre 30 y 60 minutos.[cita requerida]
Cuando las condiciones del medio son desfavorables, cuando cambia la temperatura o disminuye la cantidad de los nutrientes, determinadas bacterias forman endosporas como mecanismo de defensa, caracterizadas por presentar una capa protectora resistente al calor, a la desecación, a la radiación y a la trituración mecánica y que protege la bacteria de manera muy eficiente. De esta manera, pueden soportar temperaturas elevadas, periodos de sequía, heladas, etc. Cuando las condiciones del medio mejoran, se desarrolla una nueva bacteria que continúa el crecimiento y la multiplicación.[cita requerida]
Las bacterias tienen un papel funcional ecológico específico. Por ejemplo, algunas realizan la degradación de la materia orgánica, otras integran su metabolismo con el de los seres humanos.
Si bien algunas bacterias son patógenas (causantes de diversas enfermedades), una gran parte de ellas son inocuas o incluso buenas para la salud.[cita requerida]

### Microorganismos eucariotas
Se denomina eucariotas a todas las células que tienen su material hereditario (su información genética) encerrado dentro de una doble membrana, la envoltura nuclear, que delimita un núcleo celular.
Hay tres tipos de microorganismos eucariotas, los protozoos (heterótrofos y sin pared celular), las algas microscópicas (autótrofos y con pared celular de celulosa) y los hongos microscópicos (heterótrofos y con pared celular de quitina).[cita requerida]

#### Protistas
Los protozoos y las algas microscópicas son microorganismos unicelulares del reino Protista cuyo tamaño va de 10-60 μm hasta más de 1 milímetro, y pueden fácilmente ser vistos a través de un microscopio. Viven en ambientes húmedos o directamente en medios acuáticos, ya sean aguas saladas o aguas dulces. La reproducción puede ser asexual por bipartición y también sexual por isogametos o por conjugación intercambiando material genético. Los protozoos son heterótrofos, fagótrofos, depredadores o detritívoros, a veces mixótrofos (parcialmente autótrofos), mientras que las algas microscópicas son autótrofos, sin embargo algunas pueden mixótrofos (parcialmente autótrofos).[cita requerida]
En el reino Protista se incluye grupos muy diversos, algunos de los cuales están relacionados con el origen de los animales, hongos y plantas por lo que se le considera un taxón parafilético.[cita requerida]

#### Hongos
El reino Fungi incluye una variedad de especies microscópicas que en absoluto no encajan en la definición de microorganismo, pero también formas microscópicas, como las levaduras, que son campo de estudio de la microbiología. Los hongos poseen un amplio rango de hábitats, que incluyen ambientes extremos como los desiertos, áreas de extremada salinidad, expuestas a radiación ionizante, o en los sedimentos de los fondos marinos;  la mayoría son terrestres, aunque algunos, como Batrachochytrium dendrobatidis son estrictamente acuáticos. Además, numerosos hongos producen enfermedades infecciosas en animales y plantas y tienen un gran interés sanitario y agropecuario.[cita requerida]

## Microorganismos patógenos
Algunos microorganismos son capaces de penetrar y multiplicarse en otros seres vivos, a los que perjudican, originando una infección; son los denominados microorganismos patógenos. Los problemas que causa una infección dependen del tipo de patógeno, el modo en que se transfiere, dosis o concentración de patógenos, persistencia de los microorganismos y la resistencia del organismo infectado.[cita requerida]
La dosis de infección significa el número de microorganismos. Esta dosis es muy baja para los protozoos parásitos. La persistencia de los microorganismos depende del tiempo viable de los microorganismos cuando no se encuentran en el huésped humano. Por ejemplo, las bacterias son generalmente menos persistentes mientras los quistes de los protozoos son los más persistentes.[cita requerida]
Los jóvenes, personas mayores y enfermos de otras patologías son los menos resistentes a las enfermedades y por lo tanto son más vulnerables. Cuando una persona es infectada, los patógenos se multiplican en ella, y esto supone un riesgo de infección o enfermedad.[cita requerida]
Las personas que enferman pueden contagiar y extender la enfermedad mediante las secreciones y mediante contacto directo de alguna manera con la mucosa del infectado.[cita requerida]

## Métodos de cultivo
Existen dos grandes clasificaciones en cuanto a los métodos de cultivo de microorganismos: aerobios y anaerobios. Normalmente, se incuban en condiciones aerobias, es decir, en condiciones atmosféricas normales; esta técnica es la más sencilla. Con ella proliferan del mismo modo microorganismos aerobios y anaerobios facultativos. Sin embargo, algunas bacterias aisladas tan solo se reproducen en condiciones de estricta anaerobiosis. Así pues, hay que recurrir a un medio de cultivo en el que previamente ha sido eliminado todo el oxígeno atmosférico y ha sido substituido por otro gas (nitrógeno).